# Tatijja
Tatijja (arab. طاطية) – wieś w Syrii, w muhafazie Aleppo. W 2004 roku liczyła 76 mieszkańców.